# Nonic Rusu
Nonic Rusu (n. 10 decembrie 1876 în comuna Cuștelnic, comitatul Târnava Mică, Regatul Ungariei – d. 23 noiembrie 1943, Comuna Cuștelnic, Regatul României) a fost un deputat în Marea Adunare Națională de la Alba Iulia, organismul legislativ reprezentativ al „tuturor românilor din Transilvania, Banat și Țara Ungurească”, cel care a adoptat hotărârea privind Unirea Transilvaniei cu România, la 1 decembrie 1918.

## Biografie și activitate politică
Nonic Rusu s-a născut la 10 decembrie 1876, în comuna Cuștelnic, comitatul Târnava Mică. A fost preot greco-catolic și a luat parte la Marea Adunare Națională de la Alba Iulia 1918.
A fost asistat de 12 gardiști și anume: 1. Ioan Suciu 2. Ioan Vereș, cantor 3. Ioan Vereș cantor 4. Gheorghe Roman 5. Petru Ustea 6. Ioan Cristea 7. Nicolae Cristea 8. Gheorghe Madac 9. Suciu Ștefan 10. Chețan Nicolae 11. Chețan Petru  și 12.Zolog Petru și a asistat toată noaptea la predarea actelor și ziua, la ceremonia de la Alba Iulia care a durat 2 zile. A decedat la 23 noiembrie 1943 în comuna Cuștelnic.